# Siris
Siris (en griego antiguo: Σῖρις) fue una antigua ciudad de la Magna Grecia, en la desembocadura del río del mismo nombre que desagua en el golfo de Tarento (moderno río Sinni). 

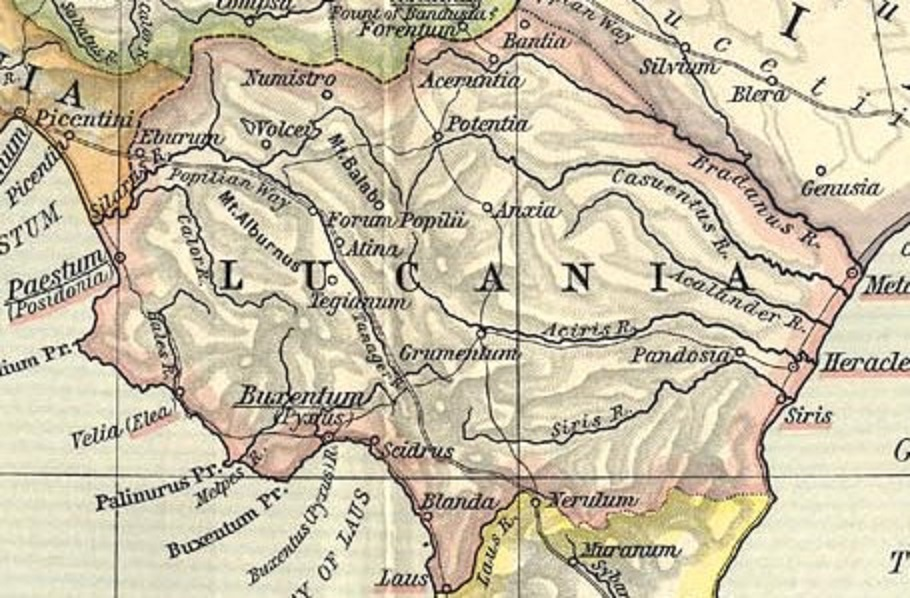
Lucania antigua.

Fue una colonia griega especialmente desconocida. Una tradición le atribuía un origen troyano, dado que allí se erigía una estatua de madera de Atenea Ilias. Es posible que fuera una ciudad de los cons (chones) una tribu de los enotrios. Otra leyenda hace derivar su nombre de Siris, hija de Morges, rey mítico de los sículos (los morgetes eran una tribu de los enotrios).
Sobre la vieja ciudad de los nativos se establecieron colonos de Colofón que habían huido de su ciudad cuando cayó bajo el dominio de Lidia y se establecieron en Siris hacia el 700 a. C. Ya la menciona Arquíloco que escribió en el 660 a. C. Los colonos jónicos le dieron el nombre de Polieio (Polieum) pero el nombre local de Siris, que también llevaba el río, se acabó imponiendo.
La riqueza de la ciudad la llevó a costumbres excéntricas y hábitos afeminados, como en Síbaris. Su máxima prosperidad fue en el siglo VI a. C.
Como ciudad jónica en medio de colonias aqueas, recibió la hostilidad de los vecinos y Metaponto, Síbari y Crotona formaron una liga que acabó con la conquista de Siris y la expulsión de sus habitantes con la destrucción de la ciudad hacia el 550 a. C., en todo caso antes de la destrucción de Síbari en el 510 a. C. La ciudad nunca fue reconstruida y su territorio es mencionado como posible objeto de colonización hacia el 480 a. C.
Parece que Atenas reclamaba el territorio, a través de Turios, su colonia (443 a. C.) y fue objeto de conflicto con Tarento hasta que se llegó a un compromiso por el cual se construiría una colonia común en la zona. La nueva colonia, Heraclea de Lucania, se construyó a unos 5 km de la ciudad vieja. Según Estrabón la vieja Siris fue establecida como puerto de la nueva colonia, pero no la menciona ningún autor más.